# 수리남 네덜란드어
수리남 네덜란드어(Surinaams-Nederlands)는 수리남에서 사용되는 네덜란드어의 한 형태이자 네덜란드의 옛 식민지였던 수리남의 공용어이다. 네덜란드어는 인구의 약 80%에게 모국어로 사용되며, 이들 대부분은 스라난 통고, 힌디어, 자와어 등 다른 언어와 이중 언어를 구사한다. 그럼에도 불구하고 네덜란드어는 이 나라의 유일한 공용어이다. 수리남 네덜란드어는 다른 형태의 네덜란드어와 쉽게 상호 이해가 가능하다. 또한, 아메리카 대륙에서 다른 형태를 가진 다른 언어(예: 미국 영어 대 영국 영어)와는 달리 네덜란드어의 규제 및 표준화된 철자는 공동 네덜란드-벨기에-수리남 기관인 네덜란드어 연합을 통해 이루어지므로 철자 면에서 지역적 차이가 없다. 수리남은 2004년부터 이 네덜란드어 연합의 준회원국이 되었다. 따라서 많은 전형적인 수리남 단어들이 "그린 소책자"(Groene Boekje)로 알려진 표준 네덜란드어 공식 단어 목록에 추가되었다.
수리남 네덜란드어는 일반적으로 악센트와 수리남에서 사용되는 다른 언어에서 채택된 일부 외래어 때문에 다른 표준화된 네덜란드어 형태와 쉽게 구별된다.

## 역사
네덜란드어는 파라마리보와 그 주변이 네덜란드 식민지가 되었을 때 현재의 수리남에 도입되었다. 그러나 수리남의 나머지 지역은 영국의 손에 남아 있었다. 네덜란드가 뉴네덜란드(현 뉴욕)를 영국에 잃은 후에야 그들은 대신 나머지 수리남을 얻게 되었다. 그때 네덜란드어는 수리남 원주민, 아프리카 노예, 그리고 네덜란드 식민지 행정부 사이의 의사소통 언어가 되었다. 1876년, 이 언어는 수리남 교육 시스템에서도 공식화되었고, 영국령 인도와 네덜란드령 동인도에서 온 새로운 이민자들도 이 언어를 습득했다. 이 이민자들은 또한 원래 유럽의 네덜란드어 변종에는 없는 특징들을 구어체 네덜란드어에 추가했다.

## 음운론
수리남 네덜란드어에서는 유성 마찰음 /v, z, ɣ/이 무성 마찰음 /f, s, x/과 완전히 합쳐졌다.

## 같이 보기
- 표준 네덜란드어
- 인도네시아의 네덜란드어

## 참고 문헌
- De Schutter, Georges (2013) [First published 1994], 〈14 Dutch〉,   van der Auwera, Johan; König, Ekkehard, 《The Germanic Languages》, Routledge, 439–477쪽, ISBN 978-0-415-05768-4